# Cheiraster blakei
Cheiraster blakei är en sjöstjärneart som beskrevs av A.M.Clark 1981. Cheiraster blakei ingår i släktet Cheiraster och familjen nålsjöstjärnor. Inga underarter finns listade i Catalogue of Life.